# 曾德·尼亚木道尔吉
曾德·尼亚木道尔吉（1956年8月10日—）蒙古族，乌布苏省马勒钦县人，蒙古政治家，曾任蒙古国国家大呼拉尔主席。

## 生平
尼亚木道尔吉1981年毕业于苏联列宁格勒大学法律专业。
1981-1988年 国家检察院检察院、处长
1988-1990年 军事检察院第一副检察长
1990年 蒙古人民共和国部长会议成员
1990-1992年 蒙古国司法部第一副部长
1992-1996年 蒙古国国家大呼拉尔议员
1996-2000年 蒙古国国家大呼拉尔议员
2000-2005年 蒙古国政府成员、蒙古国司法内政部部长
2000-2004年 蒙古国国家大呼拉尔议员
2004-2008年 蒙古国国家大呼拉尔议员
2005-2007年 蒙古国国家大呼拉尔主席
2008-2012年 蒙古国政府成员、蒙古国司法内政部部长
2008-2012年 蒙古国国家大呼拉尔议员
2012-2016年 蒙古国国家大呼拉尔议员
2016-至今   蒙古国国家大呼拉尔议员、国家大呼拉尔副议长
2016年6月30日的蒙古国国家大呼拉尔选举中从乌兰巴托市汗乌勒—巴嘎杭爱选区当选为蒙古国国家大呼拉尔议员。尼亚木道尔吉是蒙古国自1992年以来连续七次当选的少数国会议员之一。
2007年4月，蒙古国宪法法院裁决尼亚木道尔吉对法律的解读违反宪法，尼亚木道尔吉因此被迫于6月12日提出辞职，国家大呼拉尔于6月14日正式批准其辞职。